# S/2011 J 1
S/2011 J 1 je přirozený satelit planety Jupiter. Byl objeven Scottem Sheppardem v roce 2011. Spadá do rodiny Carme, což jsou retrográdní nepravidelné družice Jupiteru.
Měsíc S/2011 J 1 byl po svém objevení ztracen z dalekohledů a znovu byl objeven 17. září 2018.